# Stranice
Stranice (Duits: Rabensberg in der Steiermark) is een plaats in Slovenië en maakt deel uit van de gemeente Zreče in de NUTS-3-regio Savinjska. De plaats telde 196 inwoners op 1 januari 2020.

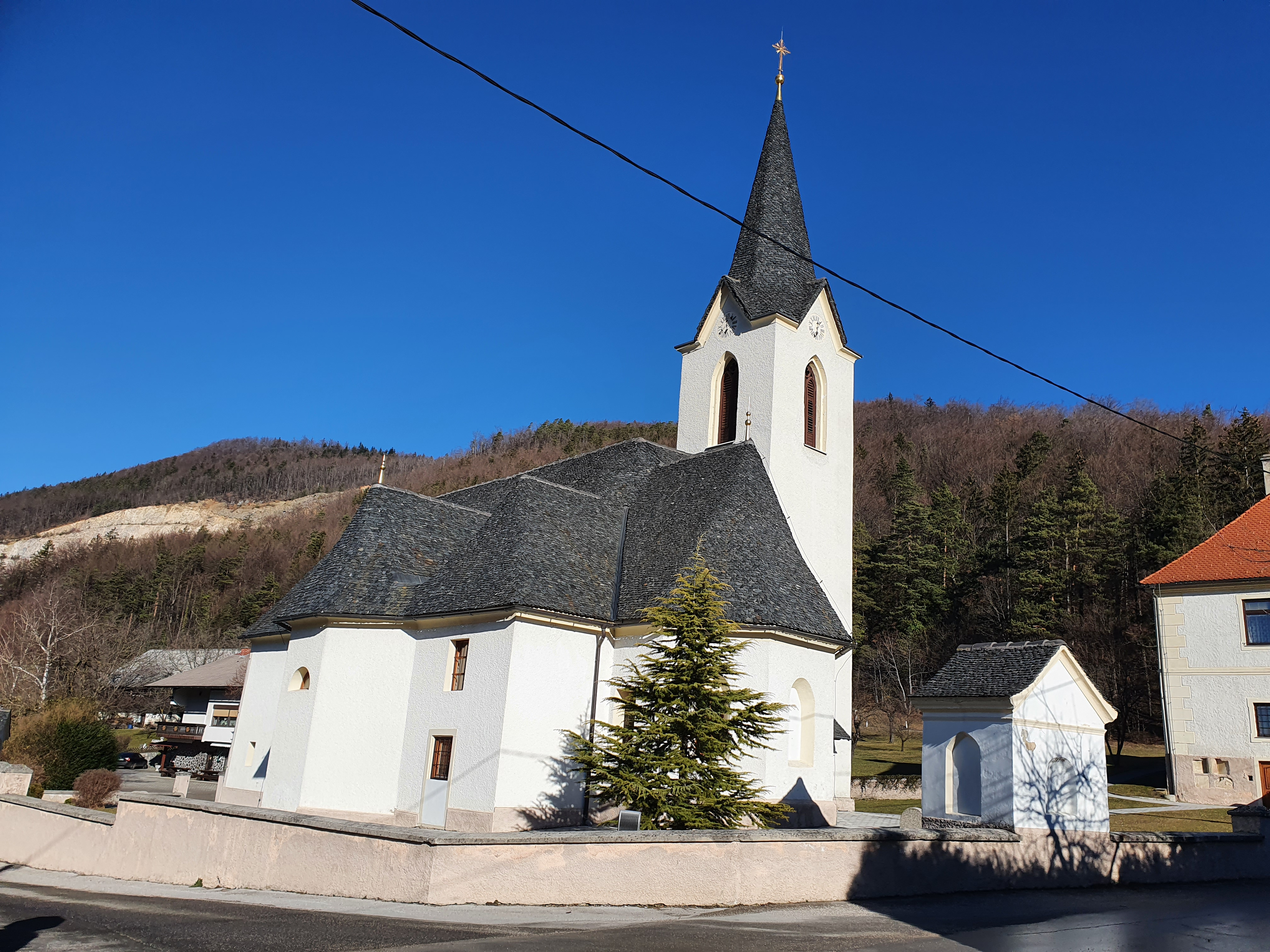
Kerk